# Ministero dell'interno (Israele)
Il Ministero dell'interno (in ebraico: משרד הפנים, Misrad HaPnim; in arabo: وزارة الداخلية) è un dicastero del governo israeliano responsabile per il governo locale, la cittadinanza e la residenza, le carte d'identità e i visti di ingresso e per studenti.

## Responsabilità
- Rilascio della cittadinanza e dello status di residente permanente.
- Rilascio di visti d'ingresso e di soggiorno nel paese.
- Amministrazione degli abitanti: registrazione personale
  - Emissione di carte d'identità israeliane.
  - Rilascio di passaporti israeliani.
  - Registrazioni personali come nascita, matrimonio ecc.
- Supervisione dei governi locali, dei consigli comunali e dei consigli locali
- Elezioni
- Associazioni
- Pianificazione e supervisione degli edifici

## Elenco dei ministri
| Ministro    | Ministro                       | Partito                      | Governo                      | Mandato           | Mandato           |
| Ministro    | Ministro                       | Partito                      | Governo                      | Inizio            | Fine              |
| ----------- | ------------------------------ | ---------------------------- | ---------------------------- | ----------------- | ----------------- |
|             | Yitzhak Gruenbaum (1879-1970)  | Indipendente                 | Prov.                        | 14 maggio 1948    | 10 marzo 1949     |
|             | Haim-Moshe Shapira (1902-1970) | Hapoel HaMizrachi            | Gurion I                     | 10 marzo 1949     | 30 ottobre 1950   |
| Gurion II   | Haim-Moshe Shapira (1902-1970) | Hapoel HaMizrachi            | 1º novembre 1950             | 8 ottobre 1951    |                   |
| Gurion III  | Haim-Moshe Shapira (1902-1970) | Hapoel HaMizrachi            | 8 ottobre 1951               | 24 dicembre 1952  |                   |
|             | Israel Rokach (1896-1959)      | Sionisti Generali            | Gurion IV                    | 24 dicembre 1952  | 26 gennaio 1954   |
| Sharett I   | Israel Rokach (1896-1959)      | Sionisti Generali            | 26 gennaio 1954              | 29 giugno 1955    |                   |
|             | Haim-Moshe Shapira (1902-1970) | Hapoel HaMizrachi            | Sharett II                   | 29 giugno 1955    | 3 novembre 1955   |
|             | Yisrael Bar-Yehuda (1895-1965) | Ahdut HaAvoda                | Gurion V                     | 3 novembre 1955   | 7 gennaio 1958    |
| Gurion VI   | Yisrael Bar-Yehuda (1895-1965) | Ahdut HaAvoda                | 7 gennaio 1958               | 17 dicembre 1959  |                   |
|             | Haim-Moshe Shapira (1902-1970) | Partito Nazionale Religioso  | Gurion VII                   | 17 dicembre 1959  | 2 novembre 1961   |
| Gurion VIII | Haim-Moshe Shapira (1902-1970) | Partito Nazionale Religioso  | 2 novembre 1961              | 26 giugno 1963    |                   |
| Eshkol I    | Haim-Moshe Shapira (1902-1970) | Partito Nazionale Religioso  | 26 giugno 1963               | 22 dicembre 1964  |                   |
| Eshkol II   | Haim-Moshe Shapira (1902-1970) | Partito Nazionale Religioso  | 22 dicembre 1964             | 12 gennaio 1966   |                   |
| Eshkol III  | Haim-Moshe Shapira (1902-1970) | Partito Nazionale Religioso  | 12 gennaio 1966              | 17 marzo 1969     |                   |
| Meir I      | Haim-Moshe Shapira (1902-1970) | Partito Nazionale Religioso  | 17 marzo 1969                | 15 dicembre 1969  |                   |
| Meir II     | Haim-Moshe Shapira (1902-1970) | Partito Nazionale Religioso  | 15 dicembre 1969             | 16 luglio 1970    |                   |
| Meir II     |                                | Golda Meir (1898-1978)       | Partito Laburista Israeliano | 16 luglio 1970    | 1º settembre 1970 |
| Meir II     |                                | Yosef Burg (1909-1999)       | Partito Nazionale Religioso  | 1º settembre 1970 | 10 marzo 1974     |
| Meir III    | 10 marzo 1974                  | Yosef Burg (1909-1999)       | Partito Nazionale Religioso  | 3 giugno 1974     |                   |
|             | Shlomo Hillel (1923-2021)      | Allineamento                 | Rabin I                      | 3 giugno 1974     | 29 ottobre 1974   |
|             | Yosef Burg (1909-1999)         | Partito Nazionale Religioso  | Rabin I                      | 29 ottobre 1974   | 22 dicembre 1976  |
|             | Shlomo Hillel (1923-2021)      | Allineamento                 | Rabin I                      | 16 gennaio 1977   | 20 giugno 1977    |
|             | Yosef Burg (1909-1999)         | Partito Nazionale Religioso  | Begin I                      | 20 giugno 1977    | 5 agosto 1981     |
| Begin II    | Yosef Burg (1909-1999)         | Partito Nazionale Religioso  | 5 agosto 1981                | 28 agosto 1983    |                   |
| Shamir I    | Yosef Burg (1909-1999)         | Partito Nazionale Religioso  | 28 agosto 1983               | 13 settembre 1984 |                   |
|             | Shimon Peres (1923-2016)       | Partito Laburista Israeliano | Peres I                      | 13 settembre 1984 | 24 dicembre 1984  |
|             | Yitzhak Peretz (1938)          | Shas                         | Peres I                      | 24 dicembre 1984  | 20 ottobre 1986   |
| Shamir II   | Yitzhak Peretz (1938)          | Shas                         | 20 ottobre 1986              | 6 gennaio 1987    |                   |
| Shamir II   |                                | Yitzhak Shamir (1915-2012)   | Likud                        | 6 gennaio 1987    | 22 dicembre 1988  |
|             | Aryeh Deri (1959)              | Shas                         | Shamir III                   | 22 dicembre 1988  | 11 giugno 1990    |
| Shamir IV   | Aryeh Deri (1959)              | Shas                         | 11 giugno 1990               | 13 luglio 1992    |                   |
| Rabin II    | Aryeh Deri (1959)              | Shas                         | 13 luglio 1992               | 11 maggio 1993    |                   |
| Rabin II    |                                | Yitzhak Rabin (1922-1995)    | Partito Laburista Israeliano | 11 maggio 1993    | 7 giugno 1993     |
| Rabin II    |                                | Aryeh Deri (1959)            | Shas                         | 7 giugno 1993     | 14 settembre 1993 |
| Rabin II    |                                | Yitzhak Rabin (1922-1995)    | Partito Laburista Israeliano | 14 settembre 1993 | 27 febbraio 1995  |
| Rabin II    |                                | Uzi Baram (1937)             | Partito Laburista Israeliano | 27 febbraio 1995  | 7 giugno 1995     |
| Rabin II    |                                | David Libai (1934-2023)      | Partito Laburista Israeliano | 19 giugno 1995    | 18 luglio 1995    |
| Rabin II    |                                | Ehud Barak (1942)            | Partito Laburista Israeliano | 18 luglio 1995    | 22 novembre 1995  |
|             | Haim Ramon (1950)              | Partito Laburista Israeliano | Peres II                     | 22 novembre 1995  | 18 giugno 1996    |
|             | Eli Suissa (1956)              | Indipendente                 | Netanyahu I                  | 18 giugno 1996    | 6 luglio 1999     |
|             | Natan Sharansky (1948)         | Yisrael BaAliyah             | Barak                        | 6 luglio 1999     | 11 luglio 2000    |
|             | Haim Ramon (1950)              | Partito Laburista Israeliano | Barak                        | 11 luglio 2000    | 7 marzo 2001      |
|             | Eli Yishahi (1962)             | Shas                         | Sharon I                     | 7 marzo 2001      | 23 maggio 2002    |
|             | Ariel Sharon (1928-2014)       | Likud                        | Sharon I                     | 23 maggio 2002    | 3 giugno 2002     |
|             | Eli Yishahi (1962)             | Shas                         | Sharon I                     | 3 giugno 2002     | 28 febbraio 2003  |
|             | Avraham Poraz (1945)           | Shinui                       | Sharon II                    | 28 febbraio 2003  | 4 dicembre 2004   |
|             | Ophir Pines-Paz (1961)         | Partito Laburista Israeliano | Sharon II                    | 10 gennaio 2005   | 23 novembre 2005  |
|             | Ariel Sharon (1928-2014)       | Kadima                       | Sharon II                    | 23 novembre 2005  | 4 maggio 2006     |
|             | Roni Bar-On (1948)             | Kadima                       | Olmert                       | 4 maggio 2006     | 4 luglio 2007     |
|             | Meir Sheetrit (1948)           | Kadima                       | Olmert                       | 4 luglio 2007     | 31 marzo 2009     |
|             | Eli Yishahi (1962)             | Shas                         | Netanyahu III                | 31 marzo 2009     | 18 marzo 2013     |
|             | Gideon Sa'ar (1966)            | Likud                        | Netanyahu III                | 18 marzo 2013     | 5 novembre 2014   |
|             | Gilad Erdan (1970)             | Likud                        | Netanyahu III                | 5 novembre 2014   | 14 maggio 2015    |
|             | Silvan Shalom (1958)           | Likud                        | Netanyahu IV                 | 14 maggio 2015    | 27 dicembre 2015  |
|             | Benjamin Netanyahu (1949)      | Likud                        | Netanyahu IV                 | 27 dicembre 2015  | 11 gennaio 2016   |
|             | Aryeh Deri (1959)              | Shas                         | Netanyahu IV                 | 11 gennaio 2016   | 17 maggio 2020    |
| Netanyahu V | Aryeh Deri (1959)              | Shas                         | 17 maggio 2020               | 13 giugno 2021    |                   |
|             | Ayelet Shaked (1976)           | Yamina                       | Bennett-Lapid                | 13 giugno 2021    | 29 dicembre 2022  |
|             | Aryeh Deri (1959)              | Shas                         | Netanyahu VI                 | 29 dicembre 2022  | 24 gennaio 2023   |
|             | Michael Malchieli (1982)       | Shas                         | Netanyahu VI                 | 24 gennaio 2023   | 19 aprile 2023    |
|             | Moshe Arbel (1983)             | Shas                         | Netanyahu VI                 | 19 aprile 2023    | in carica         |

### Vice ministri
| Vice ministro           | Partito                      | Governo                | Mandato                             |
| ----------------------- | ---------------------------- | ---------------------- | ----------------------------------- |
| Shlomo-Yisrael Ben-Meir | Partito Nazionale Religioso  | Ben-Gurion Eshkol Meir | 28 dicembre 1959 - 15 dicembre 1969 |
| Yosef Goldschmidt       | Partito Nazionale Religioso  | Meir                   | 22 dicembre 1969 - 16 luglio 1970   |
| Yosef Goldschmidt       | Partito Nazionale Religioso  | Meir                   | 19 luglio 1970 - 1º settembre 1970  |
| Rafael Pinhasi          | Shas                         | Shamir                 | 15 gennaio 1990 - 11 giugno 1990    |
| Salah Tarif             | Partito Laburista Israeliano | Rabin                  | 27 novembre 1995 - 18 giugno 1996   |
| David Azulai            | Shas                         | Sharon                 | 2 maggio 2001 - 23 maggio 2002      |
| David Azulai            | Shas                         | Sharon                 | 3 giugno 2002 - 28 febbraio 2003    |
| Victor Brailovsky       | Shinui                       | Sharon                 | 5 marzo 2003 - 29 novembre 2004     |
| Ruhama Avraham          | Kadima                       | Sharon                 | 30 marzo 2005 - 4 maggio 2006       |
| Yaron Mazuz             | Likud                        | Netanyahu              | 14 giugno 2015 - 11 gennaio 2016    |
| Meshulam Nahari         | Shas                         | Netanyahu              | 13 gennaio 2016 - 26 gennaio 2020   |
| Yoav Ben-Tzur           | Shas                         | Netanyahu              | 25 maggio 2020 - 13 giugno 2021     |